# Sierresmus hidalgonus
Sierresmus hidalgonus är en mångfotingart som beskrevs av Chamberlin 1943. Sierresmus hidalgonus ingår i släktet Sierresmus och familjen Cryptodesmidae. Inga underarter finns listade i Catalogue of Life.